# Springdale, Arkansas
Springdale là một thành phố thuộc quận Washington và Benton trong tiểu bang Arkansas, Hoa Kỳ. Thành phố có diện tích km2, dân số theo ước tính năm 2006 của Cục điều tra dân số Hoa Kỳ là 60.096 người.